# Festival Internacional de Cine de Berlín de 1976
La 26ª edición del Festival de Cine de Berlín se llevó a cabo desde el 25 de junio al 6 de julio de 1976. El Oso de Oro fue otorgado a la cinta estadounidense Buffalo Bill y los indios (Buffalo Bill and the Indians, or Sitting Bull's History Lesson) dirigida por Robert Altman.
La cinta japonesa El imperio de los sentidos de Nagisa Oshima fue confiscada durante la premiere en la Berlinale y prohibida por el jurado. La película de Charlie Chaplin de 1957 Un rey en Nueva York (A King in New York) también fue estrenada en el festival. 

## Jurado
Las siguientes personas fueron escogidas para el jurado de esta edición:
Jurado oficial
- Jerzy Kawalerowicz político y cineasta (Polonia) - Presidente
- Hannes Schmidt, diseñador de producción (RFA)
- Marjorie Bilbow, escritor (Reino Unido)
- Michel Ciment, escritor, periodista y crítico (Francia)
- Guido Cinotti, historiador y ensayista (Italia)
- Georgiy Daneliya, cineasta (URSS)
- Wolf Hart, director de fotografía (RFA)
- Bernard R. Kantor, publicista y docente (Reino Unido)
- Fernando Macotela, escritor y crítico (México)
- Márta Mészáros, cineasta (Hungría)
- Shūji Terayama, director, poeta y dramaturgo (Japón)

## Películas en competición
La siguiente lista presenta a las películas que compiten por Oso de Oro:
| Título en español                            | Título original                                                | Director(es)            | País                    |
| -------------------------------------------- | -------------------------------------------------------------- | ----------------------- | ----------------------- |
| A Lost Life                                  | Verlorenes Leben                                               | Ottokar Runze           | RFA                     |
| America at the Movies                        | America at the Movies                                          | George Stevens Jr.      | EE. UU.                 |
| Čuvar plaže u zimskom periodu                | Čuvar plaže u zimskom periodu                                  | Goran Paskaljević       | Yugoslavia              |
| Buffalo Bill y los indios                    | Buffalo Bill and the Indians, or Sitting Bull's History Lesson | Robert Altman           | EE.UU                   |
| Canoa: memoria de un hecho vergonzoso        | Canoa: memoria de un hecho vergonzoso                          | Felipe Cazals           | México                  |
| Caro Michele                                 | Caro Michele                                                   | Mario Monicelli         | Italia                  |
| Honjin satsujin jiken                        | Honjin satsujin jiken                                          | Yoichi Takabayashi      | Japón                   |
| Divina criatura                              | Divina creatura                                                | Giuseppe Patroni Griffi | Italia                  |
| Expropiación                                 | Expropiación                                                   | Mario Robles            | Venezuela, Perú         |
| F comme Fairbanks                            | F comme Fairbanks                                              | Maurice Dugowson        | Francia                 |
| Baghé sangui                                 | Baghé sangui                                                   | Parviz Kimiavi          | Irán                    |
| Horu - munakata shiko no sekai               | Horu - munakata shiko no sekai                                 | Takeo Yanagawa          | Japan                   |
| Zaklete rewiry                               | Zaklete rewiry                                                 | Janusz Majewski         | Polonia, Checoslovaquia |
| Sledovatelyat i gorata                       | Sledovatelyat i gorata                                         | Rangel Vulchanov        | Bulgaria                |
| Fuego muerto                                 | Fogo morto                                                     | Marcos Farias           | Brasil                  |
| Las largas vacaciones del 36                 | Las largas vacaciones del 36                                   | Jaime Camino            | España                  |
| El hombre que vino de las estrellas          | The Man Who Fell to Earth                                      | Nicolas Roeg            | Reino Unido             |
| Azonosítás                                   | Azonosítás                                                     | László Lugossy          | Hungría                 |
| Mozart – Aufzeichnungen einer Jugend         | Mozart – Aufzeichnungen einer Jugend                           | Klaus Kirschner         | RFA                     |
| Noches y días                                | Noce i dnie                                                    | Jerzy Antczak           | Polonia                 |
| Ominide                                      | Ominide                                                        | Paolo Villani           | Italia                  |
| La piel dura                                 | L'Argent de poche                                              | François Truffaut       | Francia                 |
| Die plötzliche Einsamkeit des Konrad Steiner | Die plötzliche Einsamkeit des Konrad Steiner                   | Kurt Gloor              | Suiza                   |
| Dokter Pulder zaait papavers                 | Dokter Pulder zaait papavers                                   | Bert Haanstra           | Países Bajos            |
| Belyy parokhod                               | Belyy parokhod                                                 | Bolotbek Shamshiyev     | URSS                    |

## Fuera de competición
- Todos los hombres del presidente (All the President's Men ), dirigida por Alan J. Pakula (EE. UU.)

## Palmarés
Los siguientes premios fueron entregados por el jurado profesional:
- Oso de Oroː Buffalo Bill y los indios de Robert Altman
- Oso de Plata: Baghé sangui de Parviz Kimiavi
- Oso de Plata. Premio extraordinario del jurado: Canoa: memoria de un hecho vergonzoso de Felipe Cazals
- Oso de Plata a la mejor dirección: Mario Monicelli por Caro Michele
- Oso de Plata a la mejor interpretación femenina: Jadwiga Barańska por Noches y días
- Oso de Plata a la mejor interpretación masculina: Gerhard Olschewski por Verlorenes Leben
- Oso de Plata por su contribución artística: László Lugossy por Azonosítás
- Premio FIPRESCI: 
  - Kaddu Beykat de Safi Faye[5]
  - Las largas vacaciones del 36 de Jaime Camino
  - Chhatrabhang de Nina Shivdasani